# Rudebox
Albums de Robbie Williams
Intensive Care
(2005) Reality Killed the Video Star
(2009)
Rudebox est un album de Robbie Williams sorti le 23 octobre 2006, dont le premier single porte le même nom. Cet album marque un tournant dans le genre musical de cet artiste. En effet, certains morceaux comme Rudebox se tournent davantage vers le rap ou l'electro en passant par le hip-hop, très différents de ces derniers titres tournés vers le pop rock, voire le rock. 

## Liste des chansons
1. Rudebox 4:45
2. Viva Life on Mars 4:51
3. Lovelight 4:02
4. Bongo Bong and Je ne t'aime plus 4:48
5. She's Madonna 4:16
6. Keep On 4:19
7. Good Doctor 3:16
8. The Actor 4:06
9. Never Touch That Switch 2:47
10. Louise 4:46
11. We're The Pet Shop Boys 4:57
12. Burslem Normals 3:50
13. Kiss Me 3:16
14. The 80's 4:18
15. The 90's 5:34
16. Summertime 5:41
17. Dickhead (titre caché) 4:09

### Extraits officiels
- Rudebox
- Lovelight
- She's Madonna